# Marktplatz 5 (Bad Kissingen)

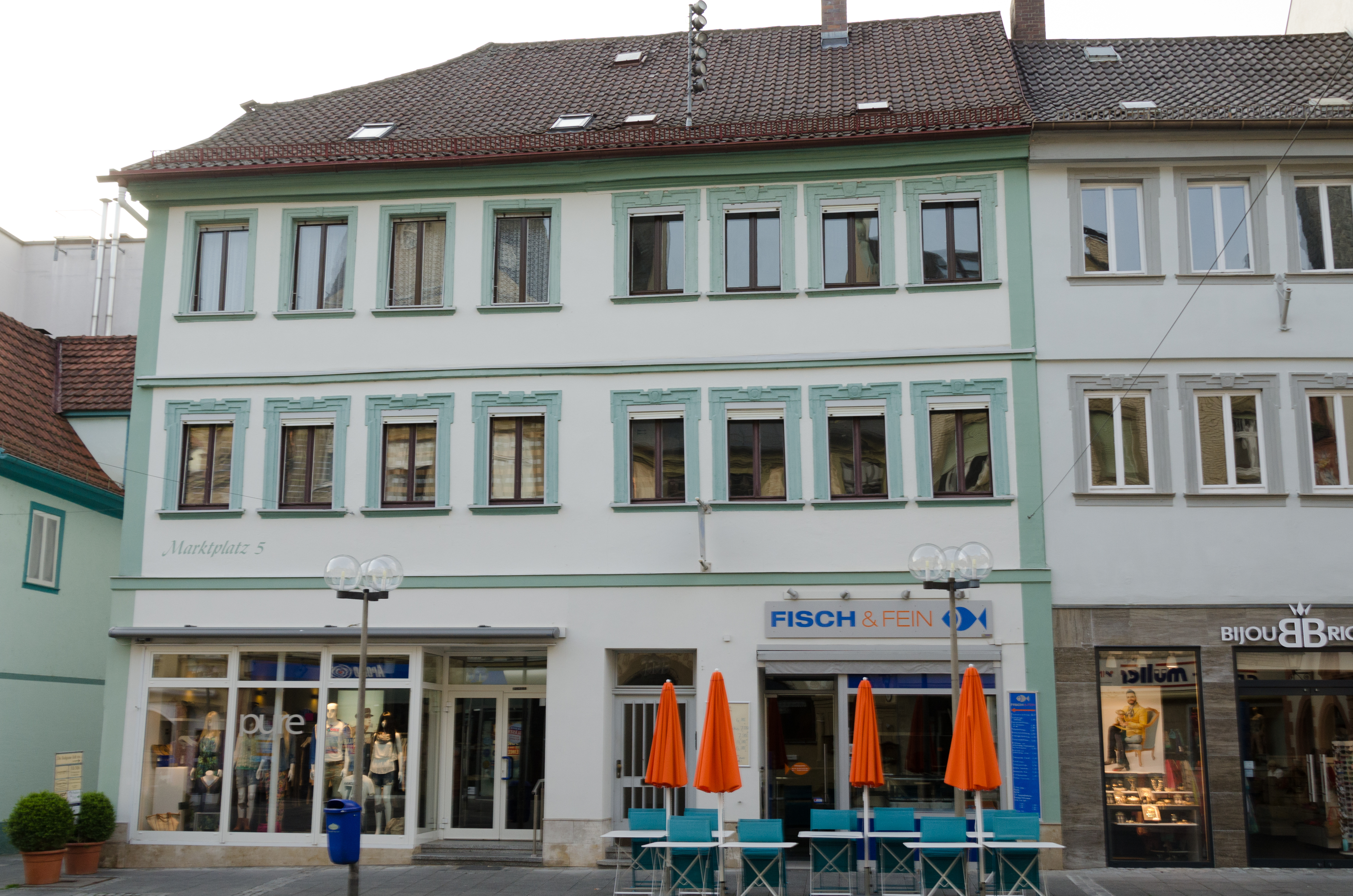
Marktplatz 5 in Bad Kissingen

Das Gebäude Marktplatz 5 in Bad Kissingen, der Großen Kreisstadt des unterfränkischen Landkreises Bad Kissingen befindet sich auf dem Marktplatz des Ortes, gehört zu den Bad Kissinger Baudenkmälern und ist unter der Nummer D-6-72-114-53 in der Bayerischen Denkmalliste registriert.

## Geschichte
Das Anwesen entstand im späten 18. Jahrhundert als dreigeschossiger Traufseitbau und steht auf zwei Parzellen. Dieser Umstand gilt (neben den Anwesen Obere Marktstraße 1 und Weingasse 8) als Beispiel dafür, dass sich der Bebauungsmaßstab auf dem Marktplatz in Bezug auf die Parzellenbreite wie auch auf die Anzahl der Geschosse zu dieser Zeit geändert hat.
Die Fassade weist die übliche spätbarocke geohrte Fensterrahmung auf. Es fand seine Fortsetzung im Nachbargebäude Marktplatz 6.